# نمایشنامه دون کارلوس
نمایشنامهٔ دون کارلوس در پنج پرده توسط فردریش شیلر نوشته شده‌است؛ این تراژدی بین سال‌های ۱۷۸۳ و ۱۷۸۷ نوشته شد. شخصیت اصلی کارلوس، شاهزاده آستوریاس و نمایشنامه به‌طور کلی بر اساس وقایع تاریخی قرن شانزدهم تحت سلطنت فیلیپ دوم پادشاه اسپانیا الگوبرداری شده‌است.
نمایشنامهٔ دون کارلوس یک تراژدی غیر تاریخی است. دون کارلوس شاهزاده فیلیپ دوم است که توسط پدرش - که او نیز می‌خواهد با معشوقش ازدواج کند - به دلیل عقاید آزادی خواهانه اش تفتیش عقاید شده‌است. داستان دون کارلوس زمانی به وقوع پیوست که پدر دون کارلوس یعنی فیلیپ دوم از مقتدرترین پادشاهان اروپا و حتی می‌توان گفت تمام کره زمین بود.
از جمله وقایع دیگری که شیلر در نمایشنامه دون کارلوس به آن اشاره کرده‌است زدوخوردهای دریایی اسپانیاییها با سپاهیان دریایی ترکیه است. در آن زمان سلطان سلیمان دوم (۱۵۶۶–۱۴۹۵) که او را بزرگ‌ترین سلاطین آن دودمان خوانده‌اند، در ترکیه سلطنت داشت. از جمله کارهای او یکی هم این بود که در یک سال قبل از وفات خود درصدد تصرف جزیره مالت که تعلق به اسپانی داشت برآمد و به همدستی دزدان دریایی آفریقایی در بهار سال ۱۵۵۶ جزیره مزبور را مورد حمله و هجوم قرار داد و پس از حملات مکرری که چندین ماه طول کشید عاقبت در سی ام ژوئیه جزیره به دست مهاجمان افتاد و شوالیه‌هایی که مأمور دفاع بودند به استثنای سه نفر در همان‌جا به قتل رسیدند.